# Magneuptychia ocypete
Espèce
Magneuptychia  ocypete est une espèce d'insectes lépidoptères (papillons) de la famille des Nymphalidae, de la sous-famille des Satyrinae et du genre Magneuptychia.

## Dénomination
Magneuptychia ocypete a été décrit par Johan Christian Fabricius en 1776 sous le nom initial de Papilio ocypete.
Synonyme : Neonympha sabina C. & R. Felder, 1867.

## Description
Magneuptychia  ocypete est un papillon de couleur marron clair grisé à aile postérieure festonnée avec sur le dessus des ocelles très peu visibles un à l'apex des ailes antérieures et un proche de l'angle anal des ailes postérieures.  
Le revers est  rayé de marron et orné d'un ocelle à l'apex des ailes antérieures et aux ailes postérieures d'une ligne submarginale d'ocelles de tailles diverses dont seuls ceux de l'apex et proches de l'angle anal sont foncés et pupillés,.

## Écologie et distribution
Magneuptychia ocypete est présent au Brésil, au Pérou, en Équateur, à Trinité-et-Tobago, au Surinam et en Guyane,,.

### Biotope
Il réside dans les sous-bois humides.

### Protection
Pas de statut de protection particulier.